# Gallo
A Gallo (spanyol nevének jelentése: „kakas”) Guatemala legismertebb söre. Az 1886 óta létező Cervecería Centro Americana gyártja 1896 óta, leginkább a Guatemalaváros északi részén levő El Zapote városrészben található gyárban, amely Közép-Amerika legnagyobb sörgyára. Összetevői: víz, kukorica, árpamaláta, cukor és komló, alkoholtartalma 5%.

## Története
A sört egy Spitz nevű sörfőzőmester kezdte előállítani 1896-ban, akkor még egyszerűen Lager Bier néven, ám mivel címkéjén egy kakas volt látható, az emberek a kakas spanyol neve alapján gallónak kezdték nevezni, így később hivatalos nevévé is ezt választották. A berendezéseket Németországból vásárolták, és 1900-ban már két német mester irányította a termelést, a felhasznált maláta viszont guatemalai termék volt. 2000-re az akkor már két üzemben folyó termelés elérte a 3 millió hektolitert, ami a legnagyobb mennyiség volt egész Közép-Amerikát tekintve. 2006-ban megjelent az alacsonyabb alkoholtartalmú Light változat, 2007-ben pedig a régi Gallo de Barril nevű hordós változat új nevet és új stílust kapott: ezentúl Chopp Gallo néven forgalmazták. A 2000-es évtized végére és a következő elejére erőteljes reklámkampányokat indítottak, támogatni kezdték a zenei tehetségeket, önmagukat pedig mint „nemzeti” sört definiálták, a „Hiszünk, bízunk és befektetünk Guatemalában” jelmondatot alkalmazva.
Története során számos kiállításon nyert aranyérmet: az elsőt 1915-ben Panamában, később a Monde Selection versenyen 20 alkalommal is, valamint a világon harmadikként és Latin-Amerikában elsőként egymást követő tíz évben sikerült elnyerniük a Crystal Prestige Award aranyérmét is.

## Forgalmazott típusok
A Gallo négy típusát összesen 9-féle kiszerelésben árusítják:
- Gallo Botella – világos sör 0,355 literes üvegben
- Gallo Red Lager – vörös, alsó erjesztésű sör 0,355 literes üvegben
- Gallo Dark Lager – barna, alsó erjesztésű sör 0,355 literes üvegben
- Litro Gallo – világos sör 1 literes üvegben
- Gallo Lata – világos sör 350 ml-es dobozban
- Chopp Gallo – világos sör 5, 30 vagy 50 literes hordóban
- Gallo Light – világos sör, az eredetinél alacsonyabb kalória- és alkoholtartalommal, 0,355 literes üvegben